# Villavallelonga
Villavallelonga är en ort och kommun i provinsen L'Aquila i regionen Abruzzo i Italien. Kommunen hade 881 invånare (2018).